# PPP3R2
PPP3R2‏ (Protein phosphatase 3 regulatory subunit B, beta) هوَ بروتين يُشَفر بواسطة جين PPP3R2 في الإنسان.